# Rimbach (Hessen)
Rimbach település Németországban, Hessen tartományban. Lakosainak száma 8887 fő (2023. december 31.).

## Népesség
A település népességének változása:
| Lakosok száma | 8571 | 8635 | 8656 | 8767 | 8883 | 8887 |
|               | 2015 | 2017 | 2019 | 2021 | 2022 | 2023 |